# Позициони рат љубавних генерала
„Позициони рат љубавних генерала” је југословенски ТВ филм из 1967. године. Режирао га је Небојша Комадина а сценарио је написао Александар Поповић.

## Улоге
| Глумац           | Улога |
| ---------------- | ----- |
| Оливера Марковић |       |
| Владимир Поповић |       |
| Бора Тодоровић   |       |
| Рената Улмански  |       |